# 西佛星系
赛弗特星系是一类旋渦星系或者不規則星系，擁有非常亮的星系核。名字来自20世纪40年代深入研究这类星系的天文学家卡爾·基南·西佛（Carl Keenan Seyfert）。赛弗特星系属于活躍星系核的一类。

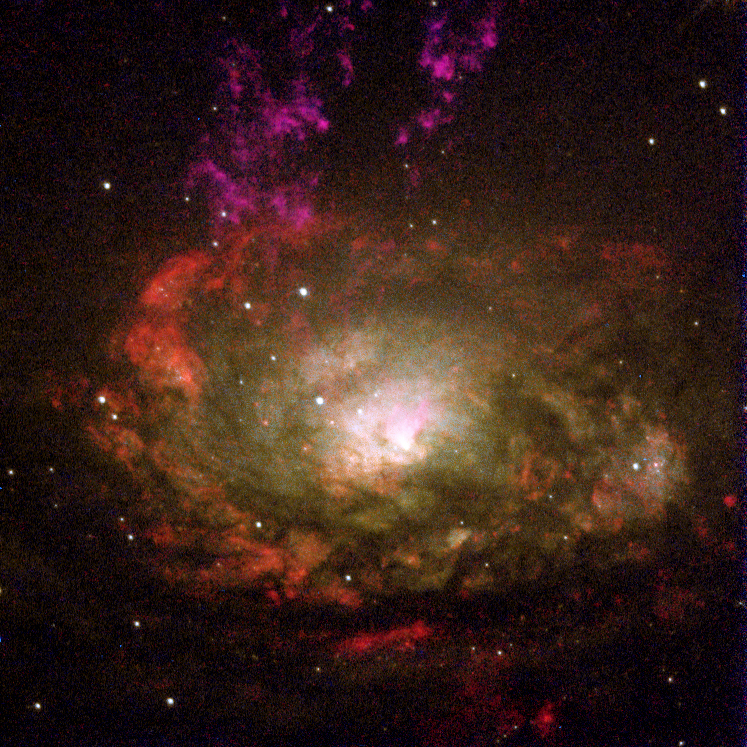
圓規座星系旋渦星系属于赛弗特2型旋渦星系

## 特点
赛弗特星系的特点为极亮的星系核。在无线电波、红外线、紫外线、X射线波段有强烈电磁辐射。包括氢、氦、氮、氧元素的特征辐射线，并有对应于每秒500-4000公里相对运动的强烈多普勒效应。

## 分类
最早根据其电磁波谱分成1型和2型：
- 1型：同时包括宽窄两类辐射频带。
- 2型：只包括窄辐射频带。

后来又根据这两类辐射的相对比例，细分有1.5、1.9型等。

## 物理模型
目前推测，这些星系核的电磁辐射是由中心的超大質量黑洞（質量介於107至108太陽質量之間）及围绕这些黑洞的吸积盘造成。辐射或者来自吸积盘的表面，或者是附近的气体云受辐射电离而产生。吸积盘旋转造成观测到的多普勒频率变宽。
无线电波辐射可能是由同步辐射造成。红外辐射来自其他波长的辐射被星系核附近的云层再次吸收与发射。能量最高的光子则来自黑洞附近高温冕区的逆康普顿散射（inverse compton scattering）过程。
窄带辐射被认为是来自活动星系核（AGN）的外部，而宽带辐射来自更接近中心黑洞的部位。
赛弗特2型星系可能是有气体云阻挡了宽带辐射，或者有宽带辐射但不朝向地球方向。在有些赛弗特2型星系中，宽带辐射只在极化成分中出现，可能是因为被附近热气体散射的结果。这种情况首先在NGC 1068被观察到。

## 外部連結
- Seyfert Galaxies （页面存档备份，存于）